# Four
Four è un comune francese di 1 076 abitanti situato nel dipartimento dell'Isère, della regione dell'Alvernia-Rodano-Alpi.

## Società

### Evoluzione demografica
Abitanti censiti